# El molino de las mujeres de piedra
El molino de las mujeres de piedra (en italiano: Il mulino delle donne di pietra) es una película de terror de 1960 dirigida por Giorgio Ferroni y protagonizada por Pierre Brice y Scilla Gabel.
Fue la primera producción italiana de terror rodada en color.

## Sinopsis
Hans (Pierre Brice) llega a un pueblo cerca de Amsterdam para escribir una historia sobre un solitario escultor, el Profesor Wahl, que vive en un viejo molino al que llaman "el molino de las mujeres de piedra" donde hay una atracción, un antiguo carrusel con terroríficas esculturas de mujeres. Hans conoce a la seductora y atractiva hija del profesor (Scilla Gabel) a la que nadie en el pueblo parece haber visto nunca y a la que rodea algo misterioso.

## Reparto
- Pierre Brice - Hans von Arnim
- Scilla Gabel - Elfie Wahl
- Herbert A.E. Böhme - Profesor Gregorius Wahl
- Wolfgang Preiss - Dr. Loren Bohlem
- Dany Carrel - Liselotte Kornheim
- Liana Orfei - Annelore